# Charaxes geraldi
Charaxes geraldi är en fjärilsart som beskrevs av Stoneham 1964. Charaxes geraldi ingår i släktet Charaxes och familjen praktfjärilar. Inga underarter finns listade i Catalogue of Life.